# Jean Laborde (aventurier)
Pour les articles homonymes, voir Jean Laborde et Laborde.
 (juillet 2015).
Jean Laborde, né le 16 octobre 1805 à Auch et décédé le 27 décembre 1878 à Tananarive à Madagascar, est un aventurier, industriel, premier consul de France à Madagascar. Il a une grande influence sur la société et la politique de la monarchie Merina au XIXe siècle. 

## Biographie

### Jeunesse
Jean Laborde étudie au Collège Impérial d'Auch (ou peut-être à l'école des Pénitents Blancs) de 1815 à 1818, puis fait son apprentissage à la forge de son père de 1819 à 1822. De 1823 à 1826, il est  engagé dans un régiment de Dragons et termine Maréchal des logis.
Le jeune Jean Laborde se décide à courir le monde. Ses parents l'aident en lui donnant une petite somme d'argent. En 1827, à 22 ans, il monte sur un voilier en partance pour l'Inde avec dans ses bagages « foulards et pacotilles » afin de pouvoir y démarrer un négoce.
Il monte en 1827 à Pondichéry une forge et un atelier de mécanique. En trois ans, son commerce prospère, et confectionne même les trompettes de la garde du Maharadjah. Fin 1830, M. Savoie, un capitaine au long cours français sans ressources, le convainc d'affréter le brick Saint-Roch vers l’île Juan de Nova, un récif du canal de Mozambique, à la recherche de supposées riches cargaisons d'épaves. Jean Laborde, âgé de 25 ans, s'embarque dans cette nouvelle aventure.

### Entrepreneur à Madagascar
Le 8 novembre 1831, après sept mois de recherches vaines, à la suite d'un coup de vent, le navire manquant de vivres et d’eau, vient s’échouer sur la côte Sud-Est de Madagascar (au nord-est du cap Sainte-Marie) à l'embouchure du fleuve Matitanana (en face du Vohipeno). Il semble que tout l’équipage ait pu débarquer sur le rivage. Avec l'aide des autochtones et au bout d'une marche de 180 km, il arrive à Mahela chez un colon français, Napoléon de Lastelle, concessionnaire autorisé d'une plantation de canne à sucre sur l'île.
Constatant les talents d'ingénieur de Jean Laborde, Napoléon de Lastelle le missionne alors de concevoir les fusils que la reine Ranavalona Ire lui a commandés. Connaissant la xénophobie exacerbée de la reine à qui il va devoir présenter Jean Laborde, Napoléon de Lastelle le prépare en la mariant avec une métisse (Émilie Roux ou Rous épousée en 1832), et lui offre sa propre collection des manuels Roret (recueils des techniques les plus avancées de l'époque) dans lesquels il puisera de nombreux savoirs. Jean Laborde parvient avec succès à monter une usine de fabrication de fusils, ce qui lui fait gagner toutes les ferveurs de la reine.
Il fait installer ses premiers ateliers à 3 km au nord d'Ilafy. Il devient alors précepteur de Rakotondradama, le fils de la reine. Également en 1833, son fils Clément est né à Ilafy.
En 1834, Jean Laborde produit et livre ses premiers fusils. En 1835, il est chargé d'affréter le navire Le Voltigeur et d'organiser le ravitaillement des troupes de la reine en guerre dans le sud (baie de St Augustin). Il s'exécute mais une sombre exécution sommaire de prisonniers le perturbe au point d'envisager de quitter Madagascar. La reine fait expulser M. Droit car ses échecs et son manque de participation l'ont déçue, libérant Jean Laborde de son partenariat forcé.
Le 28 mars 1837, Jean Laborde écrit dans son journal: « Je fis un second traité avec le gouvernement malgache pour créer une fonderie de canons en fonte de fer, une verrerie, une faïencerie, une papeterie, une sucrerie, une raffinerie, une indigoterie, une savonnerie, une magnanerie : je me suis engagé à faire plusieurs acides, l'alun, le sulfate de fer, le bleu de Prusse etc. »
Par choix technique, il s'installe à Mantasoa (à environ 60 km de Tananarive) où il crée une cité quasi industrielle[pas clair]. Il est élevé par la reine à la plus haute distinction malgache dite des "16 honneurs". Pour se faire seconder, il fait venir de France son frère aîné Jean-Louis Laborde, surnommé Cadet (dont le fils Édouard (1846-1825) possédera les carnets privés de son oncle Jean Laborde).
En 1856, Jean Laborde répudie sa femme Émilie pour adultère et l'éloigne sur l'exploitation agricoles de Lohasaha (où elle fut gérante). Interviennent ensuite les massacres des malgaches convertis au christianisme ordonnés par la politique de terreur de la reine Ranavalona Ire et de son premier ministre Rainilaiarivony, et la mort mystérieuse par empoisonnement le 17 juin de Napoléon de Lastelle. Rakotondradama, le très francophile fils de la reine, désapprouve cette politique de la terreur. Conseillé par son ex-précepteur Jean Laborde, et Joseph Lambert, il sollicite par écrit l’intervention militaire de la France. Joseph Lambert se charge d'aller porter cette demande à Londres et Paris, mais les gouvernements anglais et français impliqués ensemble dans la guerre de Crimée s'abstiennent.
En juillet 1857, après le coup d'état manqué contre la reine Ranavalona Ire, sur dénonciation, Jean Laborde fut accusé avec les Sept autres Européens présents à Antananarivo d'y avoir participé. La reine décrète alors l’expulsion forcée de tous les Européens et la confiscation de tous leurs biens. Malgré son statut supérieur, Jean Laborde doit aussi partir, ruiné, et s'exile entre La Réunion et l'île Maurice. Son ami Joseph Lambert s'exile à l'île Maurice puis sur l'île de Mohéli dans l'archipel des Comores. Le 18 août 1861, à la suite du décès de Ranavalona Ire, son fils Radama II lui succède au trône. Il rappelle alors ses amis français à Madagascar. Cependant, vu l'état de dévastation des ateliers de Mantasoa, Jean Laborde ne cherche pas à relancer ses activités.

### Consul à Madagascar
Le 12 avril 1862, Jean Laborde est nommé Consul et Agent de la France à Madagascar par Napoléon III. Pour le seconder, Jean Laborde fait venir d'Auch son neveu Albert Campan en tant que secrétaire. Il participe à l'élaboration de la première carte topographique à l'échelle 1/200 000e de l'Emyrne centrale que réalise Alfred Grandidier. Il appuie son ami Joseph Lambert dans la création de la Compagnie française de Madagascar en lui accordant de larges monopoles et concessions.
En 1863, les émeutes nationalistes-traditionalistes et l'assassinat par strangulation de Radama II le 12 mai ramènent le parti hostile à la France au pouvoir. Jean Laborde conserve malgré tout son poste de Consul et d'Agent mais assiste, impuissant, à la montée progressive de l'influence anglaise sous la politique de Rainilaiarivony (premier ministre).
Le 27 décembre 1878, alors âgé de 73 ans et malade, Jean Laborde décède à Tananarive. La reine Ranavalona II ordonne des funérailles nationales[réf. nécessaire]. Il est enterré à Mantasoa dans un tombeau qu’il s’était lui-même fait bâtir par avance.

### Héritage et légalité historique
À la suite de son décès, le gouvernement malgache, en vertu de ses lois traditionnelles, s'approprie les biens de Jean Laborde au détriment de ses héritiers légitimes. Par la suite, lors de la colonisation en 1896, les biens de l'ancien consul sont répartis entre les jésuites récompensés de leur soutien à la colonisation, et à l'administration de la grande île. Les héritiers de Laborde survivants ont été partiellement dédommagés financièrement.
Contemporain de quatre souverains malgaches, trois reines (Ranavalona Ire, dont il sera l'amant, Rasoherina et Ranavalona II) et d'un roi (Radama II), il accepte d'aider le gouvernement de Napoléon III pour asseoir l'influence française à Madagascar face aux ambitions britanniques. La concurrence farouche et sournoise de ces deux pays pour la possession de cette île pousse la France, après sa mort, à tirer prétexte de la captation de son héritage par la royauté malgache pour mettre le gouvernement du premier ministre Rainilaiarivony en difficulté. À son tour, la France utilise cet héritage afin de créer une situation inacceptable pour le gouvernement de Ranavalona III, déshéritant les descendants malgaches, légitimes héritiers, au profit des neveux, bien plus présentables à ses yeux parce que blancs et français de naissance. Le refus de Rainilaiarivony, premier ministre de la reine, de reconnaitre les neveux de Laborde comme héritiers, fut l'un des prétextes qui mena à l'invasion de Madagascar par les troupes françaises. Les véritables descendants malgaches de Jean Laborde furent donc bien spoliés de leur héritage. Cette situation perdure aujourd'hui, la maison de Jean Laborde à Andohalo où il hébergea le premier consulat de France à Madagascar appartient toujours officiellement à l'État français.

## Activités
- Infrastructures : Captages d'eau (barrages, réservoirs, canaux, aqueducs, etc.), routes, ponts, mines, carrières, fours à chaux, hauts fourneaux, broyeurs, forges, tanneries, alambics, bâtiments (dont le Rova de Manjakamiadana, palais royal de 4 étages à Tananarive), premier paratonnerre de l'île.
- Industrie et production de : chaux, ciment, tuiles, briques, tuyaux en terre cuite, cuivre par fours à réverbère pour réduire le minerai, fonte métallurgique, acier (pour fabrication de couteaux, sabres, épées, ciseaux...), faïence, verre, miroirs, papier, cuirs, cordes, fils, tissus (métiers à tisser), colorants, peintures, fusils, canons (en fonte ou bronze),  poudre noire (explosif), produits chimiques (acide sulfurique, acide nitrique, potasse caustique...), savons.
- Agriculture (zone de Lohasaha-Antananadava) : canne (sucre, rhum), introduction de vaches normandes et bretonnes, moutons mérinos, vers à soie, antilopes, de plantes diverses dont des arbres fruitiers d’Europe, dressages des bœufs malgaches au charroi et labour, et élevage des canards et gavage.

## Famille et collatéraux
- Son fils Clément Laborde (époux de Marie-Aimée Rasoamanivo) eu une fille Émilie Laborde (28 juillet 1857 à Tananarive - 26 août 1897, France) épouse Rasoa-Harisoa d'où la descendance actuelle à Madagascar.
- Sa fille, Ombline Laborde (épouse de Pasteur Joseph Randrianatoandro) eu une fille Marie Constance (12 mai 1889 à Tananarive - 11 novembre 1929, Tananarive), d’où la seconde branche de la descendance, expatriée à Londres depuis 1929.
- Sa sœur Jeanne-Marie Laborde (°1807, Auch, †1874-Tananarive) x Dominique Campan (†1850), d'où fils  Albert Campan († 3 mars 1892, Tananarive).
- Son frère Clément Laborde (†1859) a eu 4 enfants,
- Son frère Jean-Louis Laborde (†1856, Mantasoa),

## Hommages

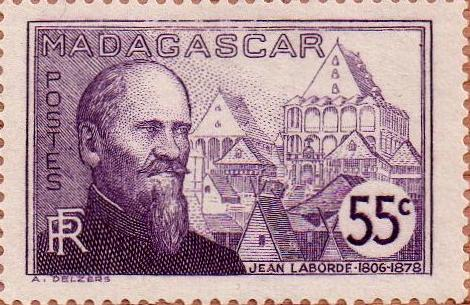
Timbre à l'effigie de Laborde, par Delzers

Deux paquebots de la Compagnie des messageries maritimes portant son nom sont exploités sur les lignes de l'océan Indien, le SS (Steam Ship, navire à vapeur) Jean Laborde de 1931 à 1948 et le MS (Motor Ship, 	navire à moteur) Jean Laborde de 1953 à 1970.
Une série de sept timbres à son effigie a été émise en 1938 à Madagascar. Certains de ces timbres ont été surchargés "France Libre" en 1942.